# 侵襲
侵襲（しんしゅう、英語: invasion）とは、皮膚を破ったり、何らかの医療機器を体内に挿入したりすることを意味する医学用語であるが、何らかの害を及ぼす要因によって生体内の恒常性を乱す事象全般を指す用語としても使われる。しかしながら、侵襲的処置の中で投与が行われる場合（それに何らかの手技が必要となる場合）を除き、医薬品は含まれないとする説もある。英語では、形容詞の「invasive」として使われるケースが多い。その対義語は「非侵襲的（non-invasive）」である。
本項ではその用法について説明する。

## 例
以下のように侵襲的か否かは相対的な文脈で決定されることもある。

### 血圧測定
非侵襲的血圧（Non-invasive blood pressure: NIBP）とは、侵襲的血圧測定、すなわち測定のために皮膚を貫いて動脈にカテーテル留置を必要とする動脈ラインと対比した血圧測定法の命名であるが、低侵襲血行動態モニタリングは動脈ラインの波形解析から心拍出量などの血行動態パラメータを算出するもので侵襲そのものは動脈ラインと同等であるのに低侵襲と命名されている。これは、従来、心拍出量測定の標準手技であった肺動脈カテーテルに比べれば「低」侵襲である、ということである。

### 冠動脈バイパス術
低侵襲性拍動下冠動脈バイパス術（minimally invasive direct coronary artery bypass: MIDCAB）は原義は「最小侵襲の」冠動脈バイパス術となるが、正中開胸の従来術式に比べれば低侵襲ということであり、この手術の侵襲性の評価も相対的なものである。